# Гаргар, Марсель
Марсель Гаргар (фр. Marcel Gargar; 19 июля 1911, Париж — 24 декабря 2004, Пуэнт-а-Питр) — президент регионального совета Гваделупы (1982—1983).
В 1982 году заменил на посту президента регионального совета Гваделупы Марселя Эдру, а в 1983 году был заменён на Жозе Мусташа.

## Биография
Работал школьным учителем, являлся активистом рабочего движения.
- 1968—1986 годах — сенатор Гваделупы,
- в 1970-х годах — заместитель мэра Пуэнт-а-Питра по вопросам градостроительной политики, выступал за применение в Гваделупе социального жилищного законодательства,
- 1982—1983 годах — президент регионального совета (глава правительства) Гваделупы.